# Leptusa pusio
Leptusa pusio är en skalbaggsart som först beskrevs av Thomas Casey 1906.  Leptusa pusio ingår i släktet Leptusa och familjen kortvingar. Inga underarter finns listade i Catalogue of Life.